# Richard Franck (Komponist)
Richard Franck (* 3. Januar 1858 in Köln; † 22. Januar 1938 in Heidelberg) war ein deutscher Komponist und Pianist.

## Leben
Richard Franck ist Sohn des Komponisten Eduard Franck und der Pianistin Tony Franck geb. Thiedemann.
Nach dem Abitur am humanistischen Gymnasium in Berlin studierte Richard Franck Musik in Berlin am Sternschen Konservatorium, danach am Leipziger Konservatorium bei Carl Reinecke, Ernst Ferdinand Wenzel, Salomon Jadassohn, Alfred Richter und Wilhelm Rust, daneben Philosophie an der Universität. 1880 wurde er an die von Hans Huber geführte Allgemeine Musikschule in Basel berufen, danach wirkte er in Berlin (Kullaksche Akademie) und in Magdeburg, anschließend wieder in Basel als Lehrer, Dirigent und Komponist. Ab 1903 war Franck Königlich Preußischer Musikdirektor in Kassel, schließlich von 1910 bis 1938 am Konservatorium in Heidelberg tätig.
Als Komponist pflegte Richard Franck gleichermaßen die kleinen (zahlreiche Klavierstücke) wie die großen Formen. Zu erwähnen sind etwa die Klaviertrios op. 20 und op. 32, die Violin- und Cellosonaten und die 1895 von Willem Mengelberg in Luzern zuerst aufgeführte Ouvertüre „Wellen des Meeres und der Liebe“ op. 21, mit welcher Richard Franck großen Erfolg hatte. Charakteristisch sind elegante Linienführung, harmonische Differenzierung und eine Vorliebe für kontrapunktische Einschübe. Überall erkennt man in den Werken Francks einen an klassischen Mustern gebildeten, damals „gemäßigt modern“ empfundenen Stil, den Romantikern verbunden. Nach dem Ersten Weltkrieg interessierte er sich für Grieg und regersche Harmonik. Ähnlich wie bei Max Reger erkannte man bei ihm bereits zuvor Facetten, die auf den epochalen Umbruch hindeuteten. Anmut und Harmonie, feinen Klangreiz und vornehme Melodik sprach die Kritik ihm gleichermaßen zu. Als Konzertpianist wurde Richard Franck eine erstaunliche Technik im weitesten und höchsten Sinne nachgesagt, was Fingerfertigkeit, Elastizität des Anschlags, Betonung und Interpretation des musikalischen Ideengehalts angeht. Schon die ersten Publikationen für Klavier hatten ihm Sympathie und Anerkennung eingebracht, wobei nicht unerwähnt blieb, dass sie einen vorzüglichen Spieler verlangten. Vor ungewöhnlichen Formen schreckte er nicht zurück: Er schuf ein zweisätziges Violinkonzert (op. 43), für dessen Sonderstellung als eigenwillige Struktur nur ein (jüngeres) Pendant aus der Feder von Siegfried Wagner bekannt ist, und neben dem Klavierquartett op. 33 ein „Klavierquartett in einem Satz“ (op. 41). Nicht wenige seiner musikalischen und philosophischen Ideen und Motive gehen auf die humanistische Orientierung Francks zurück, erkennbar etwa an dem auf das antike Märchen anspielenden Untertitel „Amor und Psyche“ des Liebesidylls op. 40 (Tondichtung für großes Orchester).
Die Werke Richard Francks werden seit 2010 im Pfefferkorn Musikverlag (Leipzig) und nunmehr (nach der Übernahme von Teilen des Verlagsprogramms 2017) bei Breitkopf & Härtel (Wiesbaden) quellenkritisch neu ediert. Bisher unveröffentlichte Werke werden im Erstdruck vorgelegt.

## Werke

### Orchesterwerke und Konzerte
- Symphonie D-Dur (vor 1901), Manuskript
- Concert-Ouverture Wellen des Meeres und der Liebe op. 21, Berlin 1895, als CD publiziert 2008 (Sterling)
- Suite op. 30, Berlin 1898, als CD publiziert 2008 (Sterling)
- Symphonische Fantasie op. 31, Berlin 1899, als CD publiziert 2008 (Sterling)
- Dramatische Ouverture C-Dur op. 37, Berlin 1903
- Liebesidyll (Amor und Psyche) op. 40, Berlin 1905, als CD publiziert 2008 (Sterling)
- Vorspiel zu einem romantischen Schauspiel op. 57 (1926), Manuskript
- Klavierkonzert d-Moll (1880), Manuskript
- Klavierkonzert A-Dur, Manuskript
- Serenade für Violoncello mit Orchester op. 24, Berlin 1896, Klavierfassung 2004 neu herausgegeben Henstedt-Ulzburg (Herm – ISMN M-50123-030-3), desgl. Hamburg 2010 (Musikverlage Sikorski), Klavierfassung als CD publiziert 2000 (audite), Orchesterfassung als CD publiziert 2008 (Sterling)
- Serenade für Violine mit Orchester op. 25, Berlin 1896, als CD publiziert 2008 (Sterling)
- Violinkonzert D-Dur op. 43, für Violine und Klavier, Berlin 1906
- Klavierkonzert e-Moll op. 50 (ca. 1907), Bearbeitung für zwei Klaviere Berlin 1910

### Kammermusik
- Sonate für Pianoforte und Violine D-Dur op. 14, Berlin 1890, kritische Neuausgabe Leipzig 2010 (Pfefferkorn – ISMN 979-0-50139-403-6), als CD publiziert 2004 (audite)
- Sonate für Pianoforte und Violoncello D-Dur op. 22, Berlin 1894, 2005 neu herausgegeben Henstedt-Ulzburg (Herm – ISMN M-50123-031-0), desgl. Hamburg 2010 (Musikverlage Sikorski), als CD publiziert 2000 (audite)
- Sonate für Violine und Pianoforte c-Moll op. 35, Berlin 1903, kritische Neuausgabe Leipzig 2010 (Pfefferkorn – ISMN 979-0-50139-403-6), als CD publiziert 2004 (audite)
- Sonate für Violoncello und Pianoforte es-Moll op. 36, Berlin 1903, als CD publiziert 1995 (Fermate/audite)
- Drei Stücke für Flöte oder Violine mit Klavier op. 52, Berlin 1910; kritische Neuausgabe Leipzig 2012 (Pfefferkorn Musikverlag – ISMN 979-0-50139-167-7); als CD publiziert 2004 (audite)
- Klaviertrio h-Moll op. 20, Leipzig 1894, 2007 Reprint durch Edition Silvertrust, Riverwoods, IL, USA, als CD publiziert 2003 (audite)
- Klaviertrio Es-Dur op. 32, Berlin 1900, 2007 Reprint durch Edition Silvertrust, Riverwoods, IL, USA, als CD publiziert 2003 (audite)
- Klavierquartett A-Dur op. 33, Berlin 1901, 2007 Reprint durch Edition Silvertrust, Riverwoods, IL, USA, als CD publiziert 2007 (audite)
- Klavierquartett E-Dur op. 41, Berlin 1905, kritische Urtextausgabe 2013 im Pfefferkorn Musikverlag, Leipzig, als CD publiziert 2007 (audite)
- Spanische Serenade für Streichquartett (1926), Manuskript

### Klavierstücke (Auswahl)
- Drei Klavierstücke op. 1, Zürich 1881
- Impromptu, Barcarolle und Etude für Pianoforte op. 5, Berlin 1883
- Concert-Walzer für das Pianoforte As-Dur op. 10, Berlin 1885
- Drei vierhändige Stücke in Kanonform op. 11, Magdeburg 1886
- Tanzweisen für das Pianoforte zu vier Händen op. 12, Breslau 1888
- Menuett für Pianoforte A-Dur op. 13, Leipzig 1890
- Suite für Pianoforte zu vier Händen op. 9, Leipzig 1890
- Vier Klavierstücke op. 15, Zürich 1891
- Variationen über ein Originalthema op. 16, Leipzig 1891
- Menuett und Mazurka für Pianoforte op. 17, Leipzig 1891
- Fantasie über Motive aus der Musik zu einem Festspiele (Kleinbasler Gedenkfeier) von Hans Huber C-Dur, Leipzig ca. 1893
- Träumereien. Vier Stücke für das Pianoforte op. 18, Berlin 1894
- Kinderalbum op. 19, Manuskript
- Drei Clavierstücke für den Concertvortrag op. 23, Berlin 1894
- Drei Fantasiestücke für Pianoforte op. 26, Berlin 1899
- Fantasie(n) für Pianoforte op. 28, Berlin 1897, als CD publiziert 2007 (audite)
- Chaconne für das Pianoforte c-Moll op. 29, Berlin 1899
- Papillon D-Dur,  1901
- Acht Klavierstücke op. 34, Berlin 1902
- Fantasiestück A-Dur, 1903
- Waldphantasien für Klavier op. 38, Berlin 1904
- Luzern. Eine Erinnerung in fröhlichen Walzern op. 39, Berlin 1904
- Ballade für das Pianoforte op. 44, Berlin 1906
- Zwei Klavierstücke für den Salon op. 46, Berlin 1907
- Scherzo für das Pianoforte As-Dur op. 47, Berlin 1907
- Orientalische Skizzen für Pianoforte op. 48, Kassel
- Gavotte und Menuett für Pianoforte op. 49, Kassel
- Sonate für Pianoforte Des-Dur op. 51, Berlin 1910
- 12 Variationen und Fuge über ein eigenes Thema op. 53 (vor 1922), Heidelberg
- Fantasie und Fuge über B.A.C.H. für ein Klavier und zwei Klaviere Des-Dur/B-Dur
- Album für Klavier op. 55, Heidelberg 1926
- Polyphone Tonbilder für Klavier op. 56, Heidelberg 1926

### Vokalmusik
- Drei Lieder für eine Singstimme mit Klavier op. 6, Berlin 1882
- Liebesgruß, für eine Singstimme mit Klavier, Basel bis 1900
- Der alte Steinschläger, für eine Singstimme mit Klavier, Berlin 1906
- Worte der Liebe, für gemischten Chor mit Orchester op. 27, Berlin 1898
- Drei Lieder für Männerchor op. 42, Berlin 1905
- „Als ich Dich kaum gesehn...“ (Gedicht von Theodor Storm), für gemischten Chor, Ms. o. D.